# Meridià 111 a l'est
El meridià 111 a l'est de Greenwich és una línia de longitud que s'estén des del pol Nord travessant l'oceà Àrtic, Àsia, l'oceà Índic, l'oceà Antàrtic i l'Antàrtida fins al pol Sud.
El meridià 111 a l'est forma un cercle màxim amb el meridià 69 a l'oest. Com tots els altres meridians, la seva longitud correspon a una semicircumferència terrestre, uns 20.003,932 km. Al nivell de l'Equador, és a una distància del meridià de Greenwich de 12.356 km.

## De Pol a Pol
Començant en el pol Nord i dirigint-se cap al pol Sud, aquest meridià travessa:
| Coordenades                               | País, territori o mar        | Notes |
| ----------------------------------------- | ---------------------------- | --- |
| 90° 0′ N, 111° 0′ E / 90.000°N,111.000°E  | Oceà Àrtic                   | |
| 79° 23′ N, 111° 0′ E / 79.383°N,111.000°E | Mar de Làptev                | |
| 76° 44′ N, 111° 0′ E / 76.733°N,111.000°E | Rússia                       | Krai de Krasnoiarsk — Península de Taimir |
| 74° 32′ N, 111° 0′ E / 74.533°N,111.000°E | Golf de Khatanga             | |
| 73° 55′ N, 111° 0′ E / 73.917°N,111.000°E | Rússia                       | Krai de Krasnoiarsk — per uns 14km Sakhà — per uns 14km des de 73° 49′ N, 111° 0′ E / 73.817°N,111.000°E Krai de Krasnoiarsk — per uns 13km des de 73° 40′ N, 111° 0′ E / 73.667°N,111.000°E Sakhà — des de 73° 34′ N, 111° 0′ E / 73.567°N,111.000°E Krai de Krasnoiarsk — des de 72° 34′ N, 111° 0′ E / 72.567°N,111.000°E Sakhà — des de 70° 50′ N, 111° 0′ E / 70.833°N,111.000°E Óblast d'Irkutsk — des de 59° 14′ N, 111° 0′ E / 59.233°N,111.000°E Buriàtia — des de 56° 52′ N, 111° 0′ E / 56.867°N,111.000°E Krai de Zabaikàlie — des de 51° 41′ N, 111° 0′ E / 51.683°N,111.000°E |
| 49° 12′ N, 111° 0′ E / 49.200°N,111.000°E | Mongòlia                     | |
| 43° 18′ N, 111° 0′ E / 43.300°N,111.000°E | República Popular de la Xina | Mongòlia Interior Shaanxi – des de 39° 33′ N, 111° 0′ E / 39.550°N,111.000°E Shanxi – des de 39° 0′ N, 111° 0′ E / 39.000°N,111.000°E Henan – des de 34° 43′ N, 111° 0′ E / 34.717°N,111.000°E Shaanxi – des de 33° 29′ N, 111° 0′ E / 33.483°N,111.000°E Henan - per uns 8 km des de 33° 16′ N, 111° 0′ E / 33.267°N,111.000°E Hubei – des de 33° 12′ N, 111° 0′ E / 33.200°N,111.000°E, travessant la presa de les Tres Gorges (a 30° 49′ N, 111° 0′ E / 30.817°N,111.000°E) Hunan – des de 30° 1′ N, 111° 0′ E / 30.017°N,111.000°E Guangxi – des de 26° 19′ N, 111° 0′ E / 26.317°N,111.000°E Hunan – des de 25° 8′ N, 111° 0′ E / 25.133°N,111.000°E Guangxi – des de 24° 54′ N, 111° 0′ E / 24.900°N,111.000°E Guangdong – des de 22° 38′ N, 111° 0′ E / 22.633°N,111.000°E |
| 21° 23′ N, 111° 0′ E / 21.383°N,111.000°E | Mar de la Xina Meridional    | |
| 19° 44′ N, 111° 0′ E / 19.733°N,111.000°E | República Popular de la Xina | Illa de Hainan |
| 19° 39′ N, 111° 0′ E / 19.650°N,111.000°E | Mar de la Xina Meridional    | Passa a través de les disputades illes Paracel |
| 1° 36′ N, 111° 0′ E / 1.600°N,111.000°E   | Malàisia                     | Sarawak – a l'illa de Borneo |
| 1° 1′ N, 111° 0′ E / 1.017°N,111.000°E    | Indonèsia                    | Illa de Borneo |
| 3° 5′ S, 111° 0′ E / 3.083°S,111.000°E    | Mar de Java                  | |
| 6° 25′ S, 111° 0′ E / 6.417°S,111.000°E   | Indonèsia                    | Illa de Java |
| 8° 15′ S, 111° 0′ E / 8.250°S,111.000°E   | Oceà Índic                   | |
| 60° 0′ S, 111° 0′ E / 60.000°S,111.000°E  | Oceà Antàrtic                | |
| 66° 2′ S, 111° 0′ E / 66.033°S,111.000°E  | Antàrtida                    | Territori Antàrtic Australià, reclamat per Austràlia |